# لانگ دانگ سیلور
لانگ دانگ سیلور (انگلیسی: Long Dong Silver؛ زاده ۲۰ آوریل ۱۹۶۰) یک بازیگر پورنوگرافی اهل بریتانیا است.